# KBV 301
KBV 301 är ett av Kustbevakningens övervakningsfartyg. Fartyget levererades från Karlskronavarvet år 1993 som ett förseriefartyg till 301-serien. 1999 byggdes fartyget om vid Hasslövarvet. För livräddning av nödställda finns ombord en Avon Searider räddningsbåt.